# Пардубиці
Па́рдубиці (чеськ. Pardubice, МФА: [ˈpardubɪtsɛ] / Па́рдубіце) — місто в Чехії, Пардубицький край. Адміністративний центр краю.
Центр хімічної, нафтопереробної, машинобудівної промисловості. Окрасами міста є Пардубицький замок, костел святого Варфоломія, історичний центр Старого міста.

## Назва
- Пардубиці — українська назва.
- Пардубіце[19] (чеськ. Pardubice) — чеська назва.
- Пардубіц (нім. Pardubitz) — німецька традиційна назва.

## Географія
Розташоване в центрі країни, на річці Ельба. Місто знаходиться переважно на лівому березі Ельби, за 96 км на схід від Праги, за 23 км на південь від Градець-Кралове, приблизно 10 км на північ від міста Хрудім.

### Клімат
Пардубиці належить до області помірного поясу зі широколистяними лісами.
| Клімат Пардубиць        | Клімат Пардубиць | Клімат Пардубиць | Клімат Пардубиць | Клімат Пардубиць | Клімат Пардубиць | Клімат Пардубиць | Клімат Пардубиць | Клімат Пардубиць | Клімат Пардубиць | Клімат Пардубиць | Клімат Пардубиць | Клімат Пардубиць | Клімат Пардубиць |
| Показник                | Січ.             | Лют.             | Бер.             | Квіт.            | Трав.            | Черв.            | Лип.             | Серп.            | Вер.             | Жовт.            | Лист.            | Груд.            | Рік              |
| Середній максимум, °C   | −1,6             | 0,1              | 4,2              | 9,8              | 15,2             | 18,4             | 20,2             | 20,5             | 16,1             | 10,6             | 3,4              | −0,5             | 9,7              |
| Середня температура, °C | −3,9             | −2,7             | 0,7              | 5,5              | 10,6             | 13,6             | 15,3             | 15,2             | 11,4             | 6,7              | 0,9              | −2,7             | 5,9              |
| Середній мінімум, °C    | −6,1             | −5               | −2               | 2,0              | 6,6              | 9,6              | 11,2             | 11,3             | 8,1              | 4,0              | −1               | −4,6             | 2,8              |
| Днів з опадами          | 10               | 9                | 11               | 10               | 10               | 11               | 11               | 9                | 8                | 8                | 10               | 11               | 118              |
| ----------------------- | ---------------- | ---------------- | ---------------- | ---------------- | ---------------- | ---------------- | ---------------- | ---------------- | ---------------- | ---------------- | ---------------- | ---------------- | ---------------- |
| Джерело: www.yr.no      |                  |                  |                  |                  |                  |                  |                  |                  |                  |                  |                  |                  |                  |

## Символіка
Кінь на гербі - справа цілком звична, а ось половина коня... У 1158 році Єшку з Пардубиці вдалося в Мілані втекти з ворожого оточення, але коли він проїжджав крізь ворота, їхня залізна конструкція розрубала його коня рівно навпіл. Єшек не хотів залишати тіло коня ворогам, і зваливши його собі на плечі відніс до свого табору. На згадку про цей подвиг у його гербі залишилося зображення половини коня. Зараз ці пів коня зображені на гербі міста.

## Історія
Вперше згадується як місцевість у джерелах 1295 року. Засноване як містечко близько 1340 року.
Зі XVI століття Пардубиці славляться виробництвом пряників. Наприкінці XVI — у XVII столітті спостерігається занепад міста. 
Новий розвиток міста припадає на середину XIX століття з прокладанням до міста залізниці. 1845 року залізницею в Пардубиці прийшов перший паровоз. Тут було створено низку промислових підприємств, таких як лікеро-горілчаний завод, цукровий завод, нафтопереробний завод та інші.

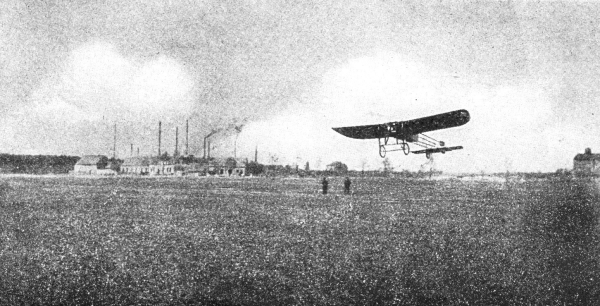
Літак Яна Кашпара злітає в Пардубиці

13 травня 1911 року своє ім'я в історії залишив інженер Ян Кашпар, який здійснив перший тривалий переліт з міста до Праги.
До 1918 року входило до складу Парубицького повіту Богемського королівства.
Після Другої світової війни тривало масове будівництво нових районів, особливо на околицях міста і населення швидко зростало.
У 1952 році в місті введено лінію тролейбусного транспорту. У 1958 році збудовано новий міський вокзал. У 1960-х роках почалося будівництво житлового масиву Полабіни на правому березі Ельби. З 1964 року історичний центр є міським заповідником.
3 липня 2023 року місті Пардубиці сотні ромів з усієї Чехії вийшли на знак протесту проти конфлікту між ромами та трьома українцями, який трапився напередодні.
4 квітня 2024 року було повідомлено, що місті Пардубиці зафіксували чоловіка із символом агресії РФ на одязі. Чеська поліція розслідує інцидент з чоловіком, який йшов вулицею міста в худі з символом агресії.

## Населення
Статистика чисельності населення міста Пардубиці з 1869 по 2024 рік.
| 1869   | 1890   | 1910   | 1930   | 1950   | 1970   | 1991   | 2014   | 2020   | 2024   |
| 13 236 | 18 724 | 32 029 | 28 846 | 50 211 | 71 347 | 94 610 | 89 432 | 91 727 | 92 362 |

## Економіка
Пардубиці — важливий промисловий центр: розвинені машинобудування, хімічна, нафтопереробна, харчова та легка промисловість. У червні 2000 року на базі приватизованого заводу радіоелектроніки «Тесла» було відкрито тайванський завод зі складання комп'ютерів.

## Транспорт
Пардубиці розташоване на перехресті трьох автомагістралей та поряд з автострадою D11.
Головний залізничний вокзал Пардубиці — є важливим залізничним вузлом. Пардубиці має пряме залізничне сполучення з багатьма містами, зокрема з Прагою, Брно, Ліберець у Чехії, Братиславою та Кошиці в Словаччині, Будапештом в Угорщині, Віднем і Грацом в Австрії.
Поруч з Пардубиці розташований міжнародний аеропорт (колишня військова база), з якого здійснюються чартерні рейси і  використовується як військовий, так й цивільний.
У міському транспорті, крім автобусів, внутрішньоміські перевезення здійснюють також тролейбуси, які обслуговують 12 тролейбусних ліній.
5 червня 2024 року, близько 23:00, біля станції Пардубиці зіткнулися пасажирський поїзд RJ 1021 сполученням Прага — Кошиці — Чоп та вантажний поїзд. Внаслідок аварії загинули четверо пасажирів, двоє з них — українці, понад 30 осіб постраждалих. Згодом у мережі з'явилося відео трагедії, з якого є можливість побачити, що зіткнення відбулося за умов, коли пасажирський поїзд зупинився, проте, склад вантажних вагонів продовжував рухатися. Після удару перший пасажирський вагон сильно деформувався, наче рама кузова зламалася навпіл. Ймовірно ця обставина й створила надзвичайну небезпеку для пасажирів. Одразу ж після цієї аварії компанія «RegioJet» вивела з експлуатації всі вагони типу «Bcmz» австрійського виробництва 1980-х років. Це сталося за декілька годин після того, як Управління залізниці Чехії оголосило, що проведе державну перевірку підприємства.

## Спорт
Місті є професійний футбольний клуб «Пардубиці».
Також, популярним є хокей, де місто представляє ХК «Динамо Пардубиці». 

## Міста-побратими
| - Белхатув, Польща (2013) - Варегем, Бельгія (2008) - Східний Лотіан, Великобританія - Високі Татри, Словаччина (2004) - Голеган, Португалія - Дутінхем, Нідерланди (вересень 1992) | - Зельб, Німеччина (жовтень 1991) - Мерано, Італія (2000) - Перник, Болгарія (2008) - Розіньяно-Маріттімо, Італія (1965) - Сежана, Словенія - Херес-де-ла-Фронтера, Іспанія | - Чанаккале, Туреччина (11 серпня 2012) - Шеллефтео, Швеція (квітень 1968) - Шенебек, Німеччина (1993) - Житомир, Україна (31 травня 2022) |

## Уродженці
- Радек Баборак (* 1976) — чеський валторніст.
- Філіп Банджак (* 1983) — чеський співак (баритон).
- Алеш Гемський (* 1983) — чеський хокеїст.
- Томаш Носек (* 1992) — чеський хокеїст.

## Галерея

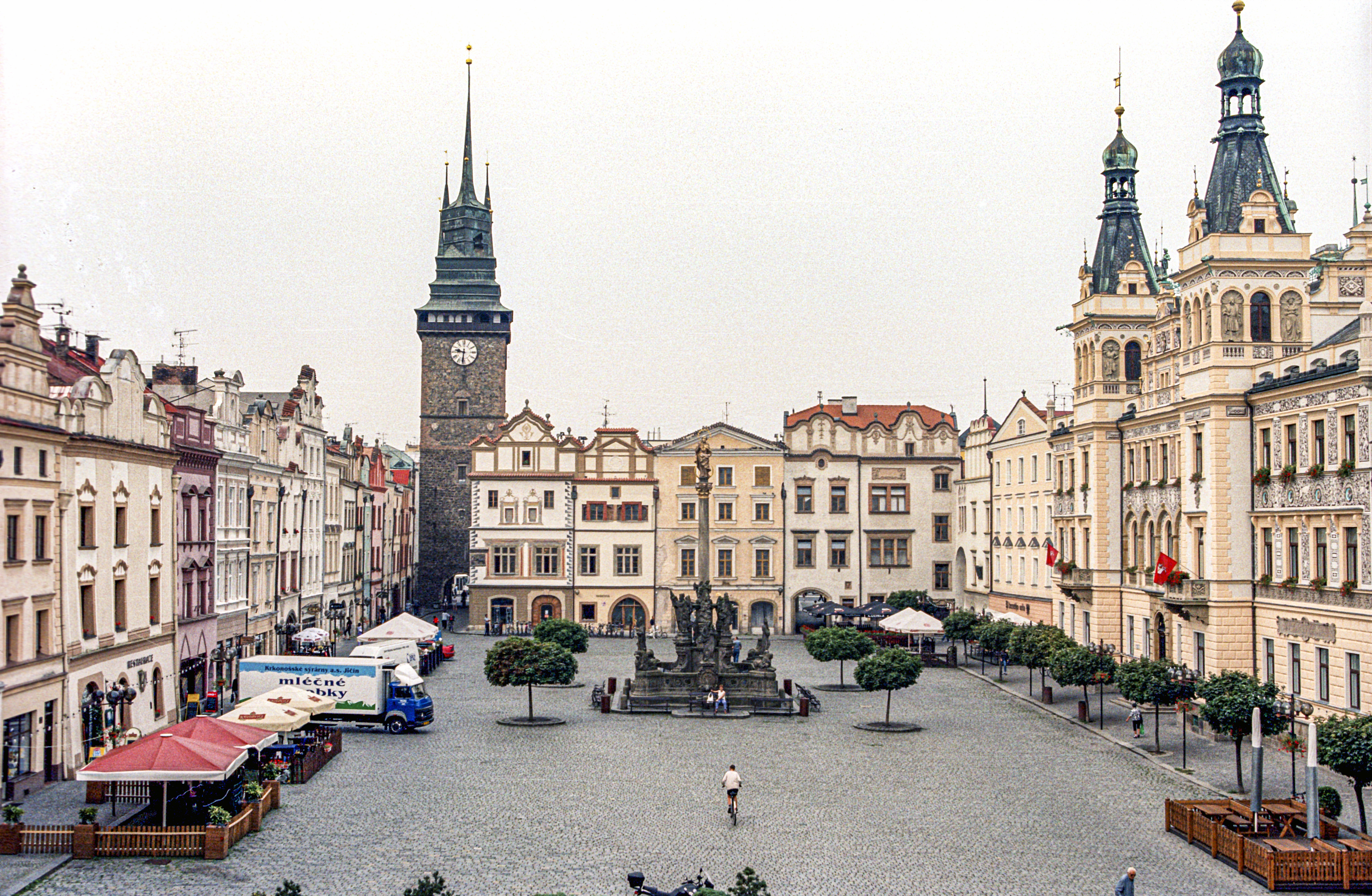
Головна площа Пардубиці
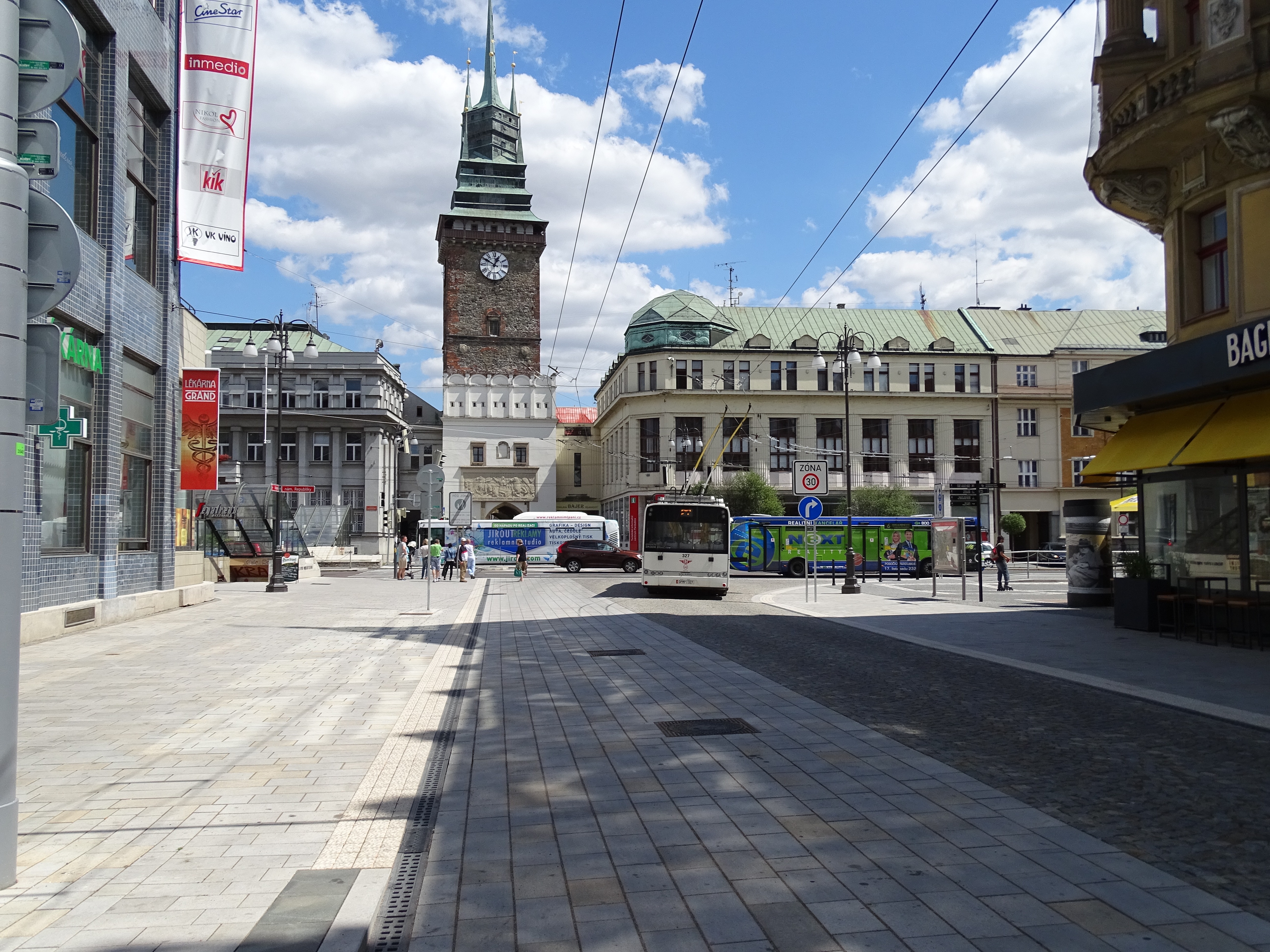
Зелені ворота
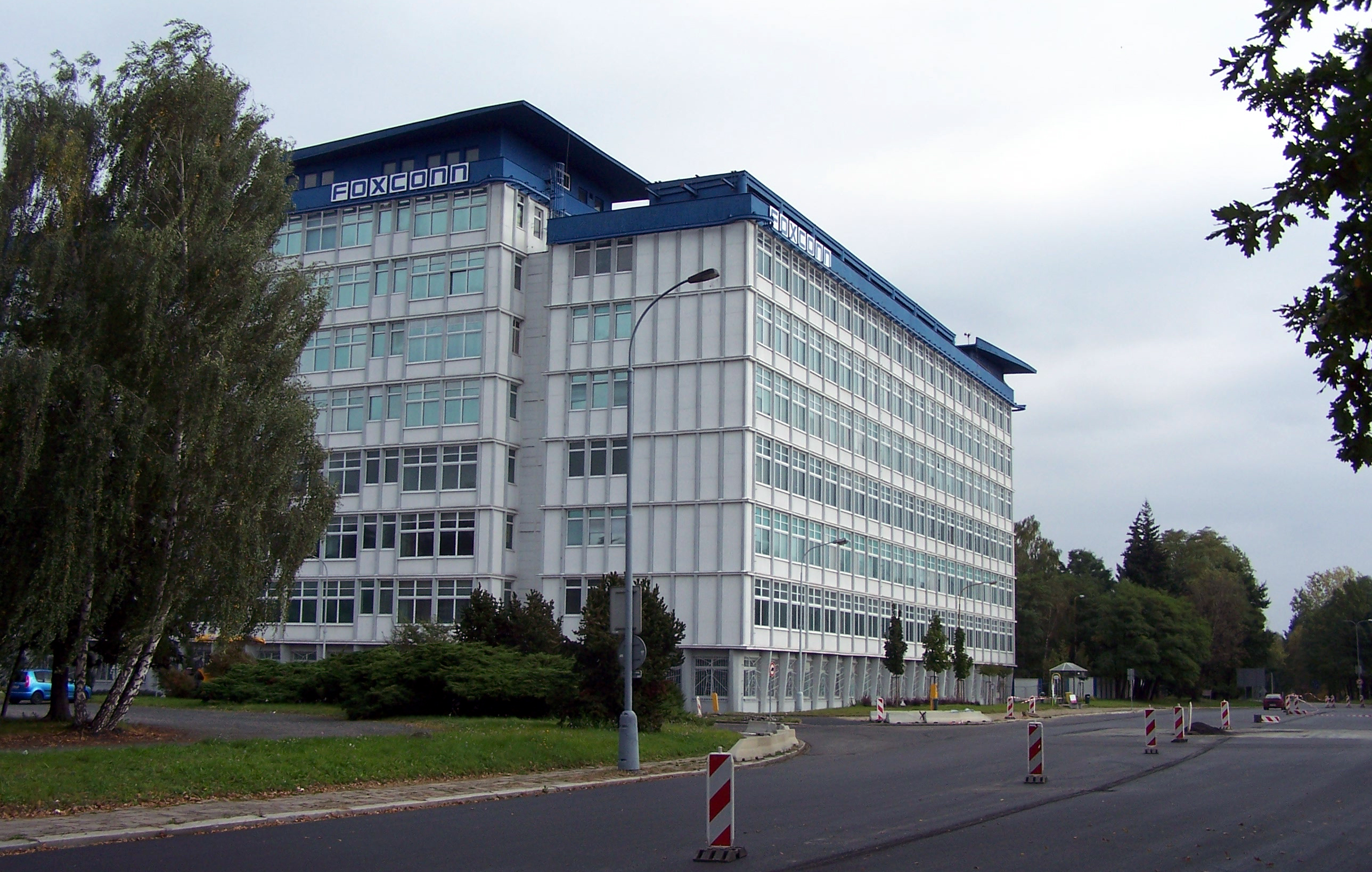
Завод Foxconn у Пардубиці
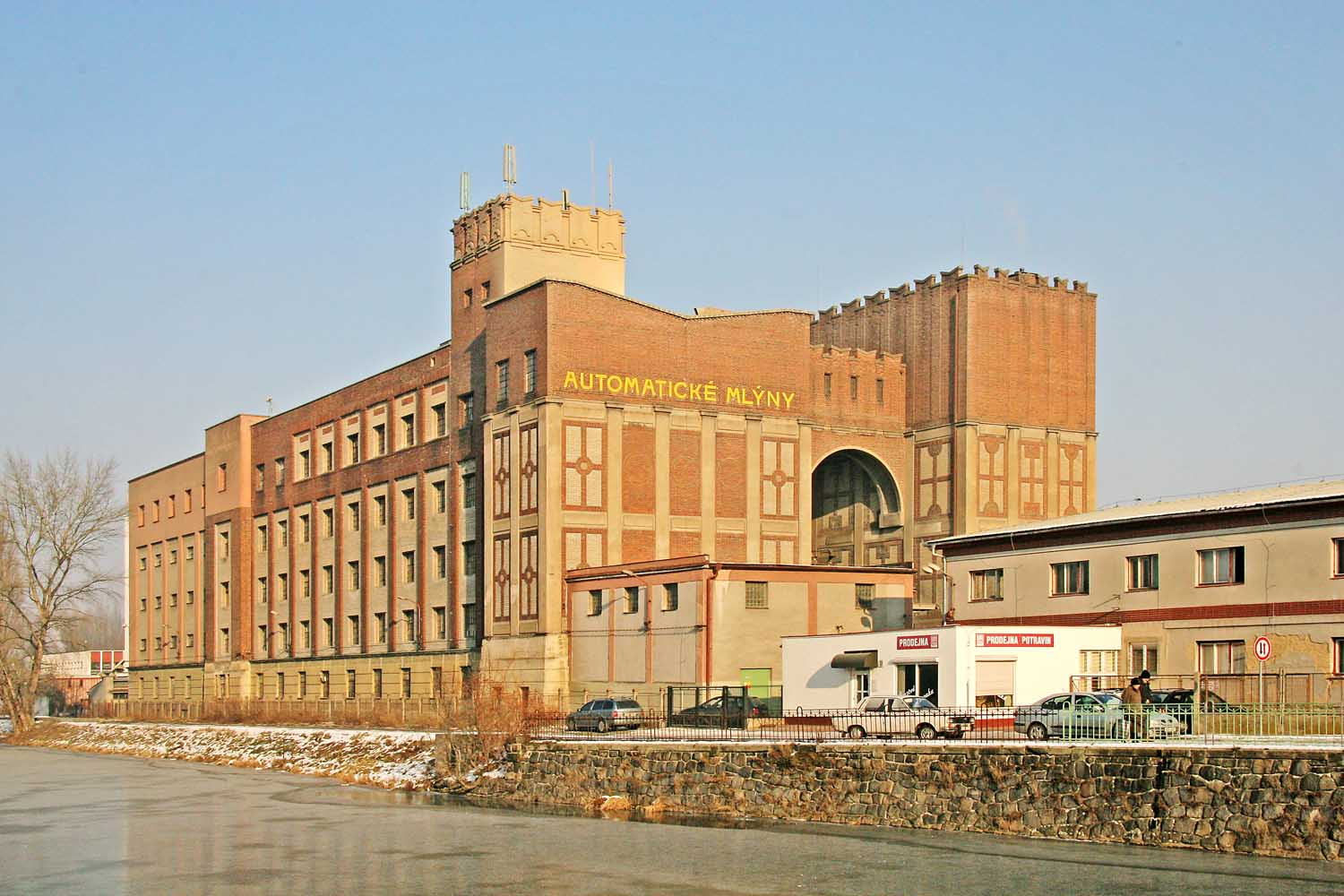
Вінтерніцькі млини в Пардубиці
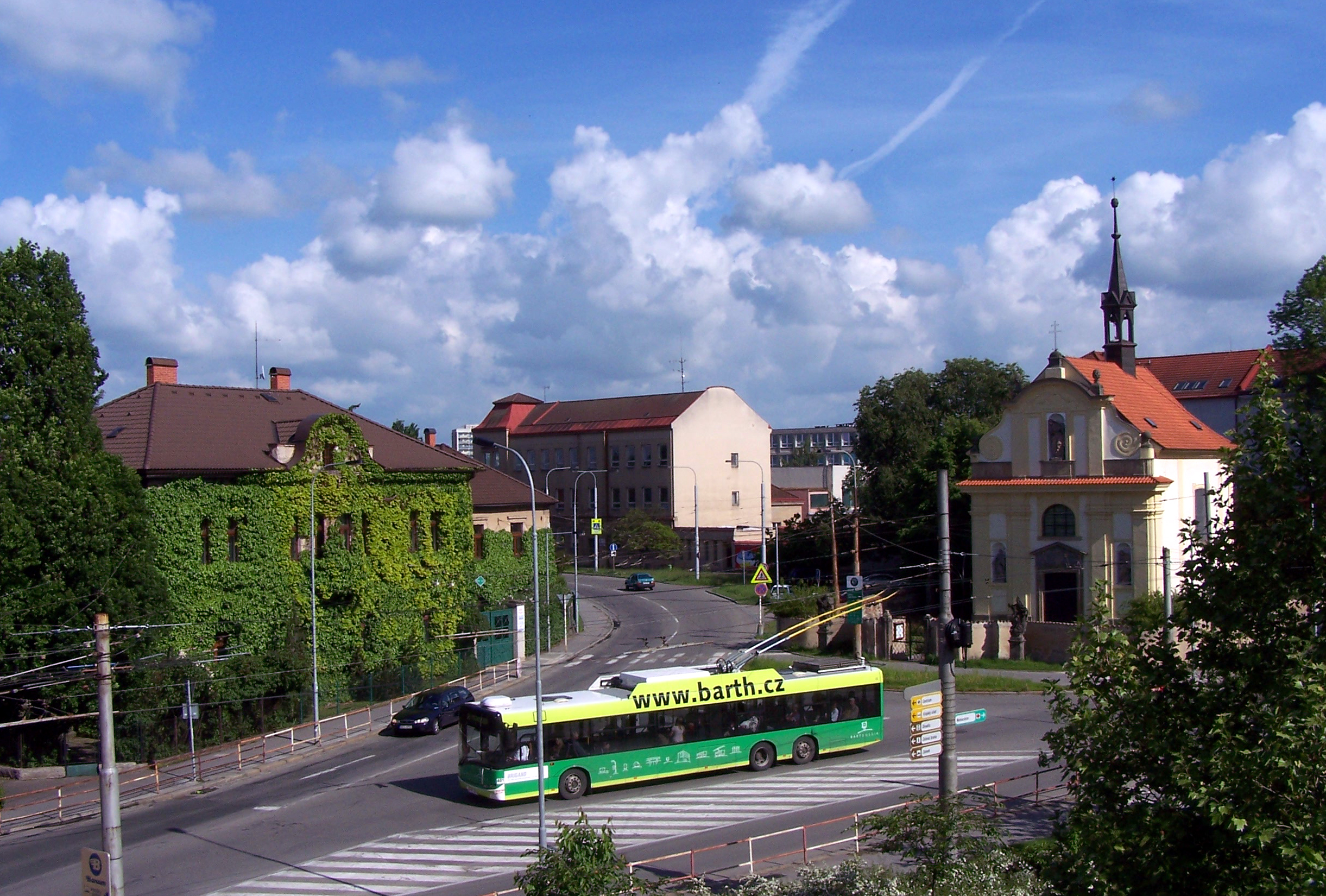
Церква Матері Божої Скорботної
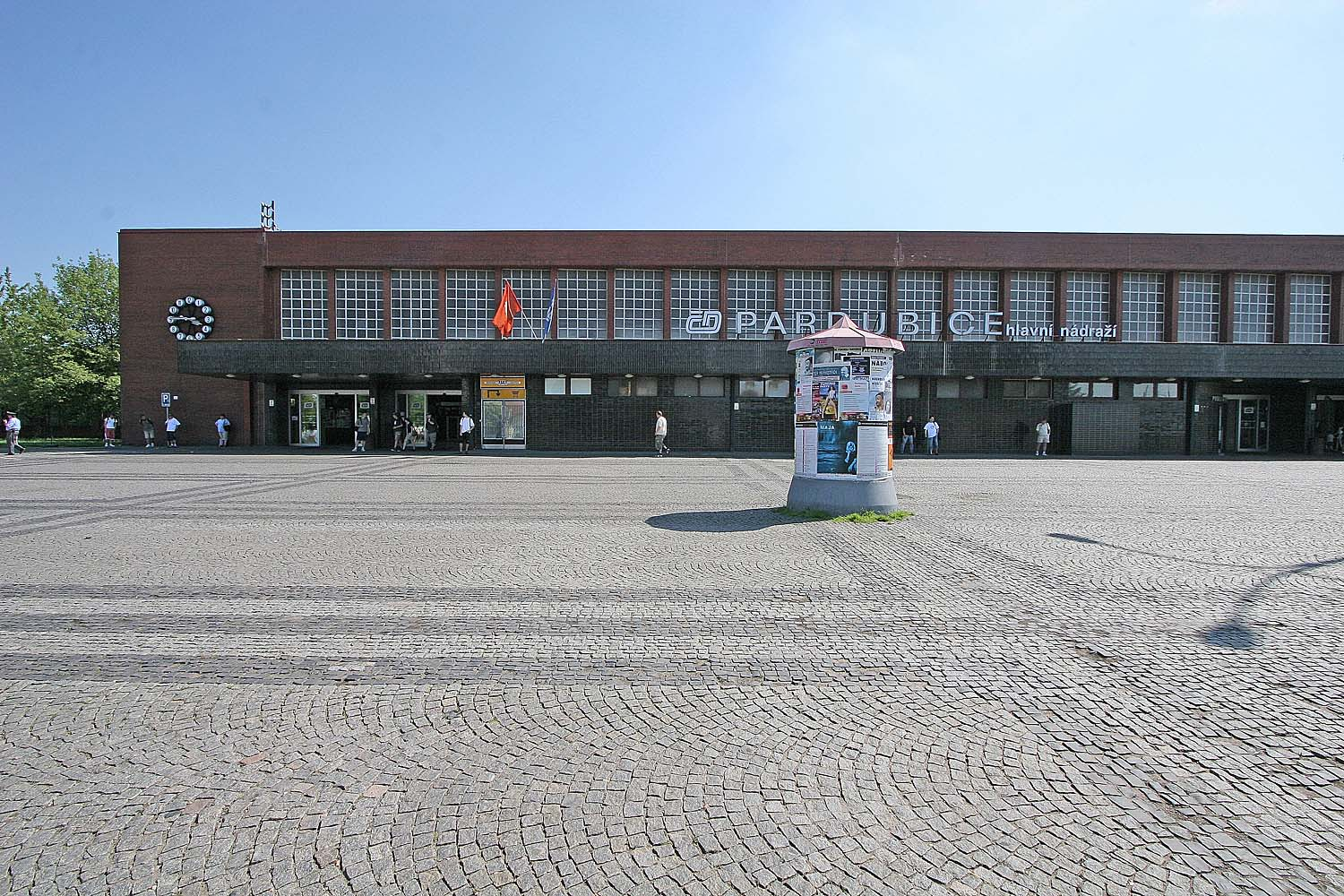
Будівля головного вокзалу
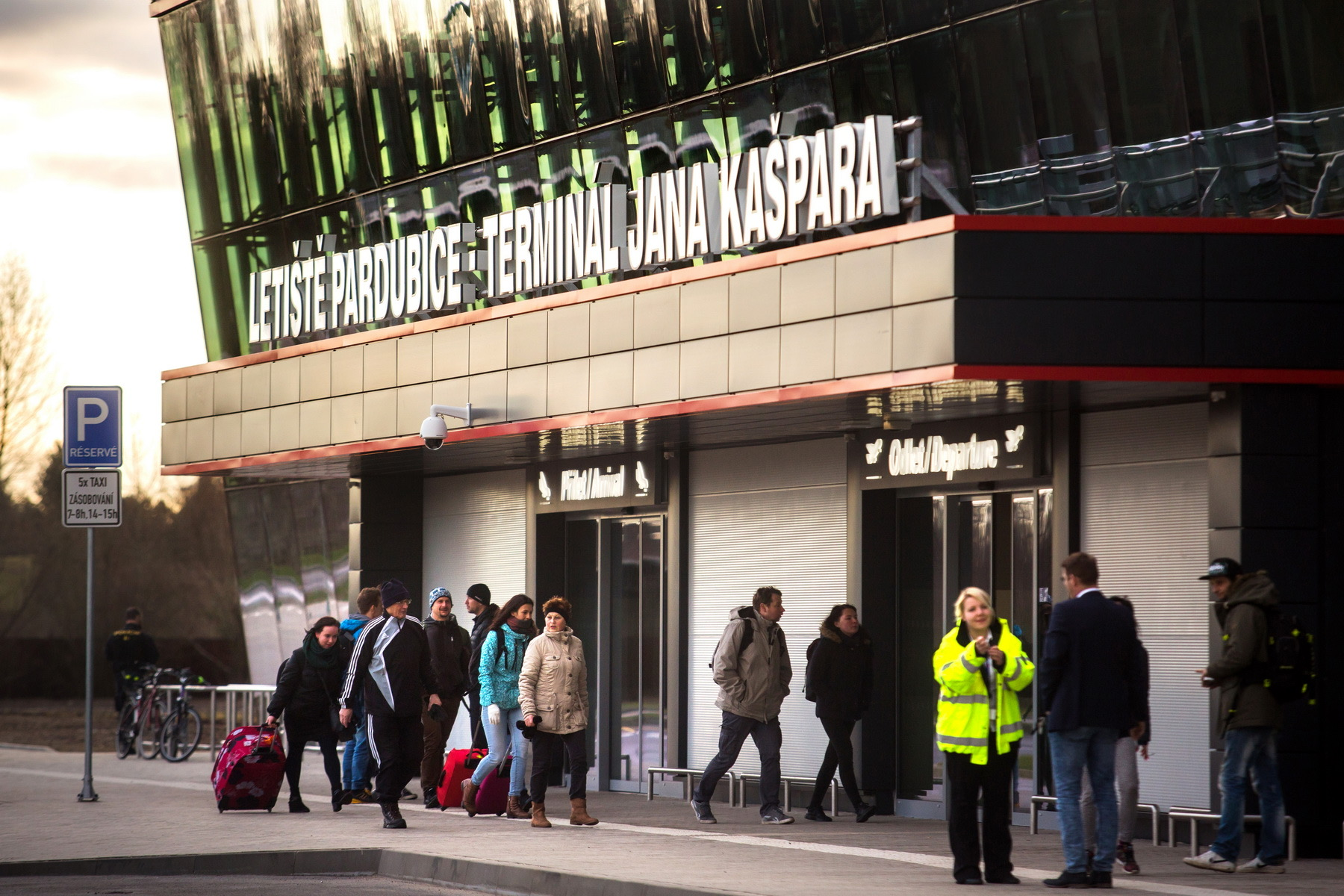
Термінал Яна Кашпара
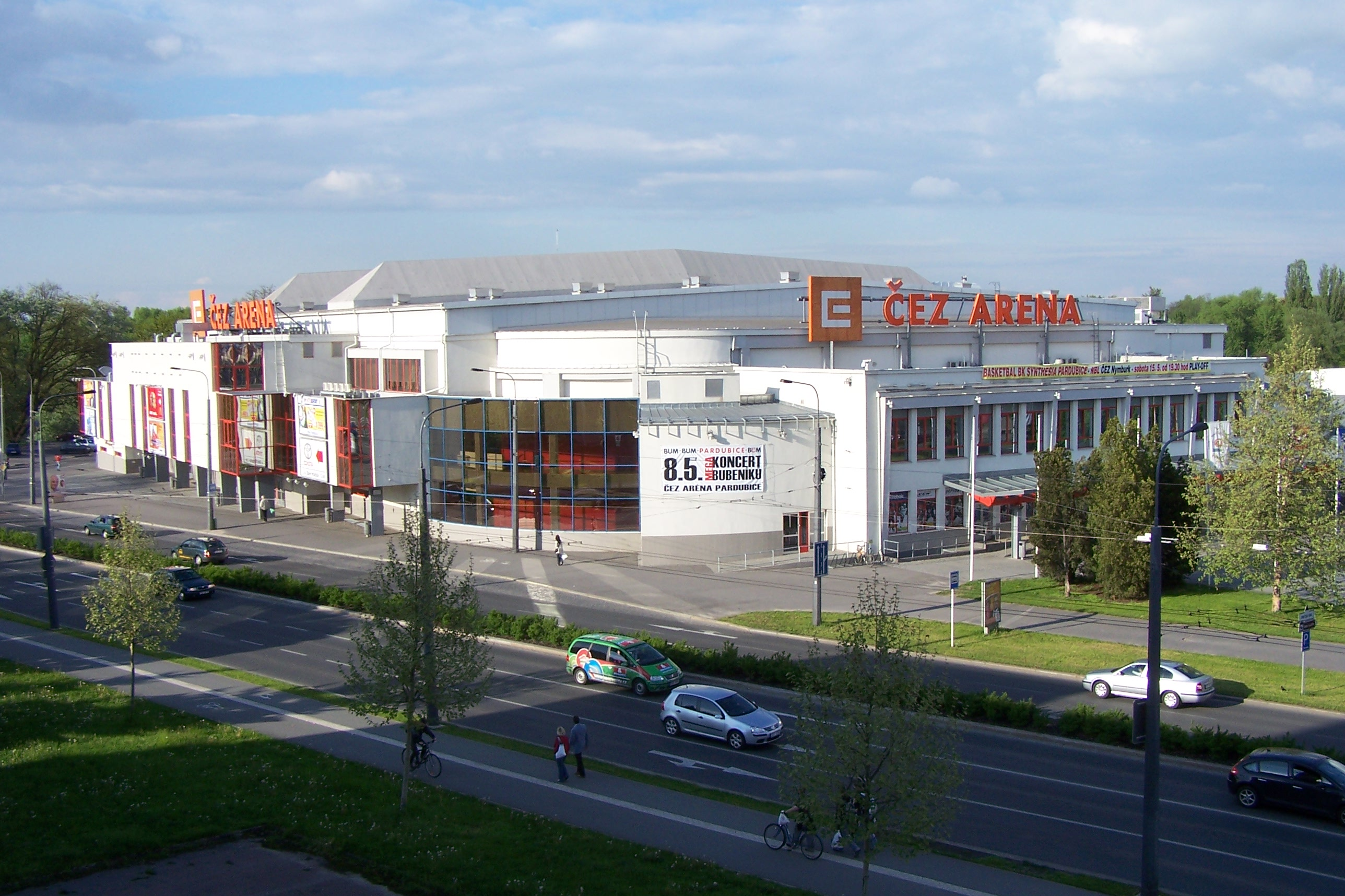
«ЧЕЗ Арена» ХК «Динамо Пардубиці»
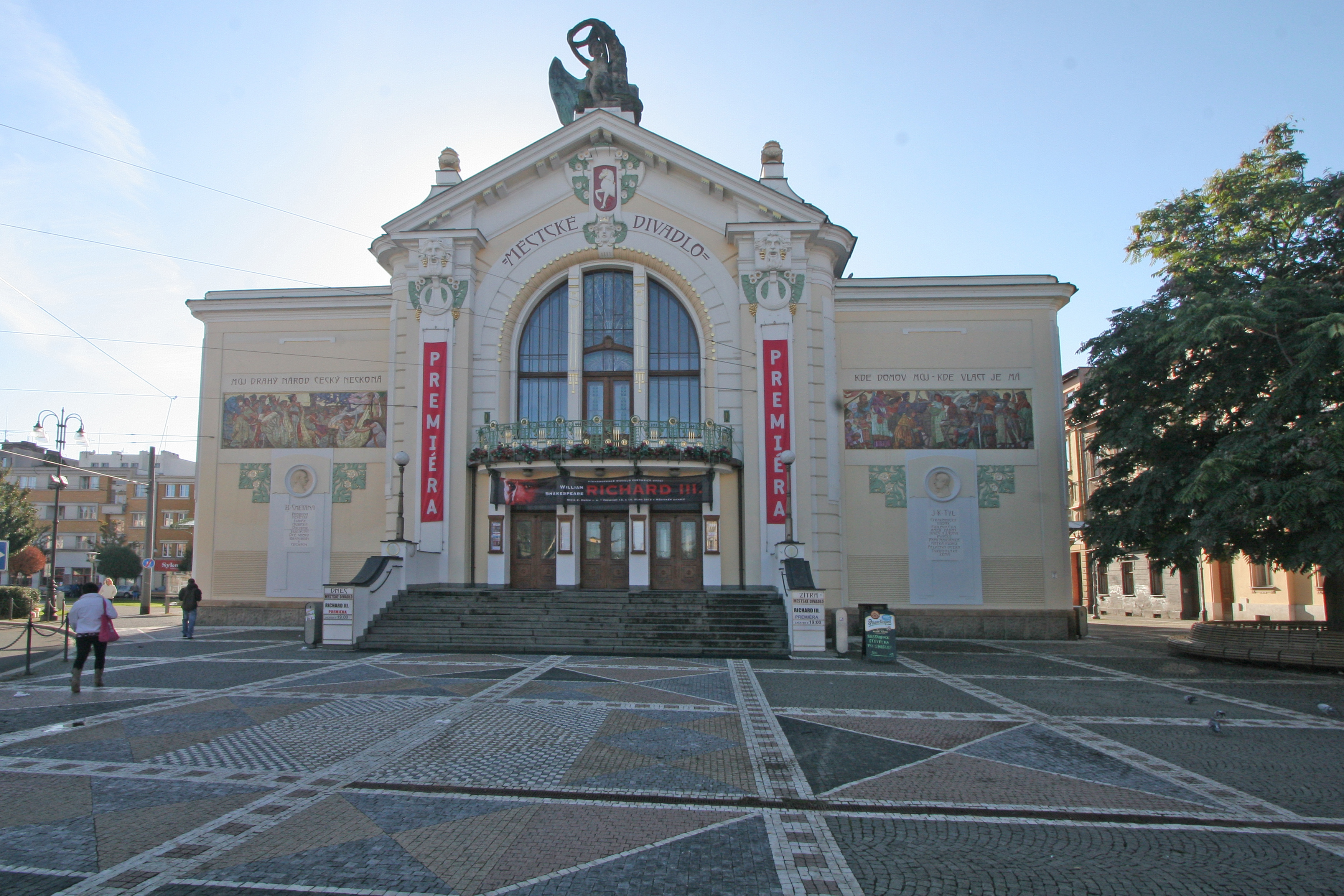
Міський театр
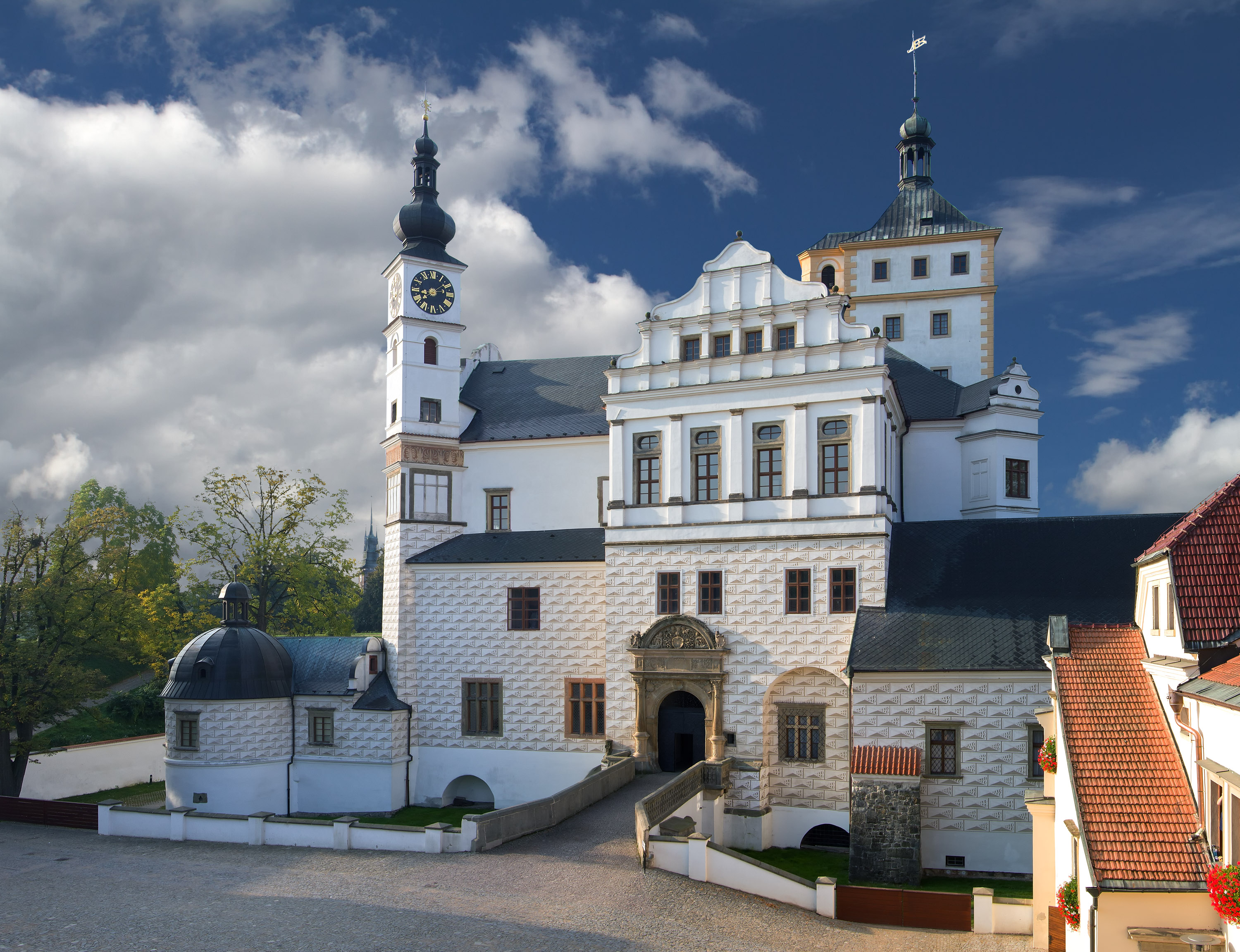
Замок
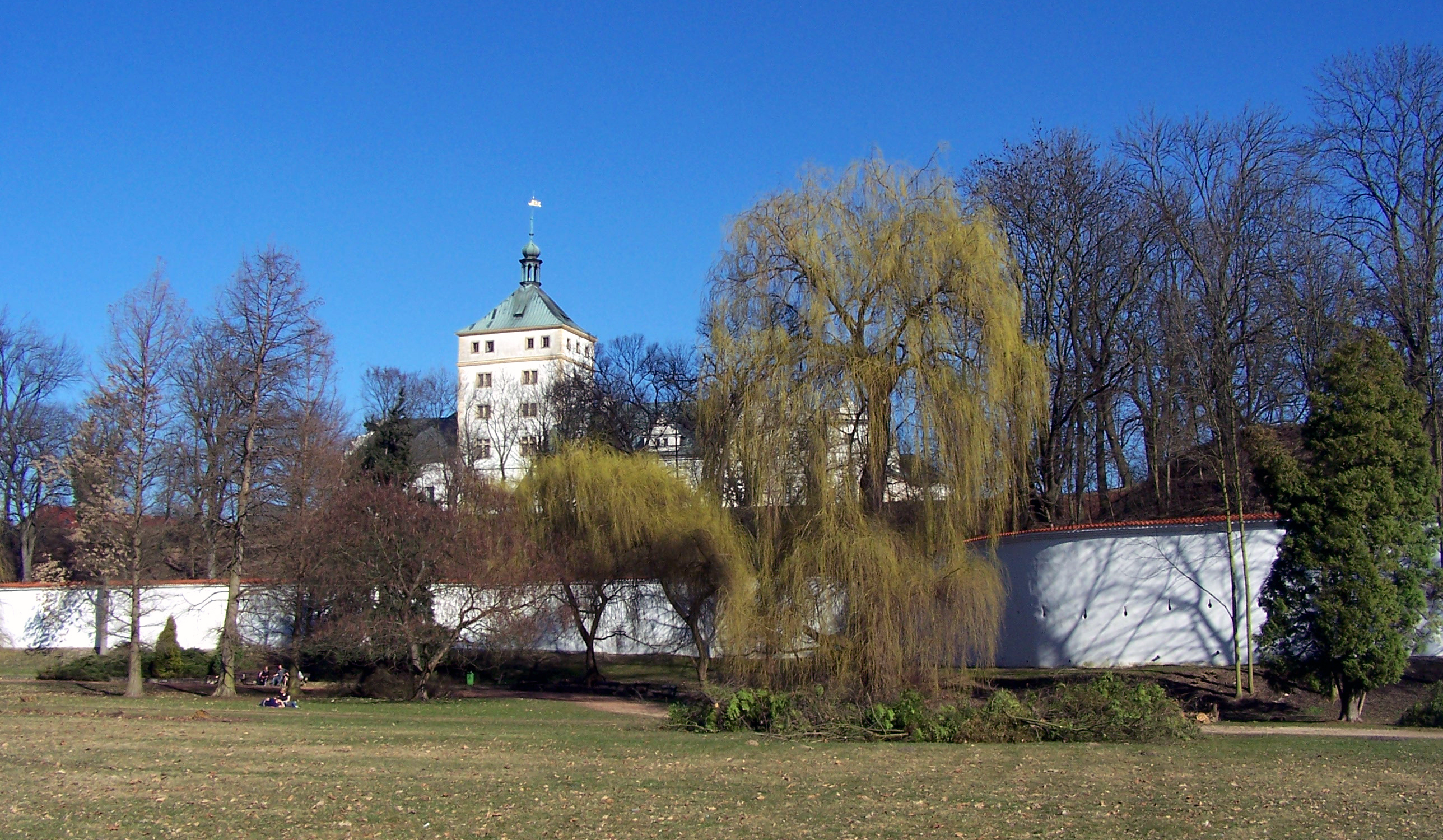
Парк, вид на замок
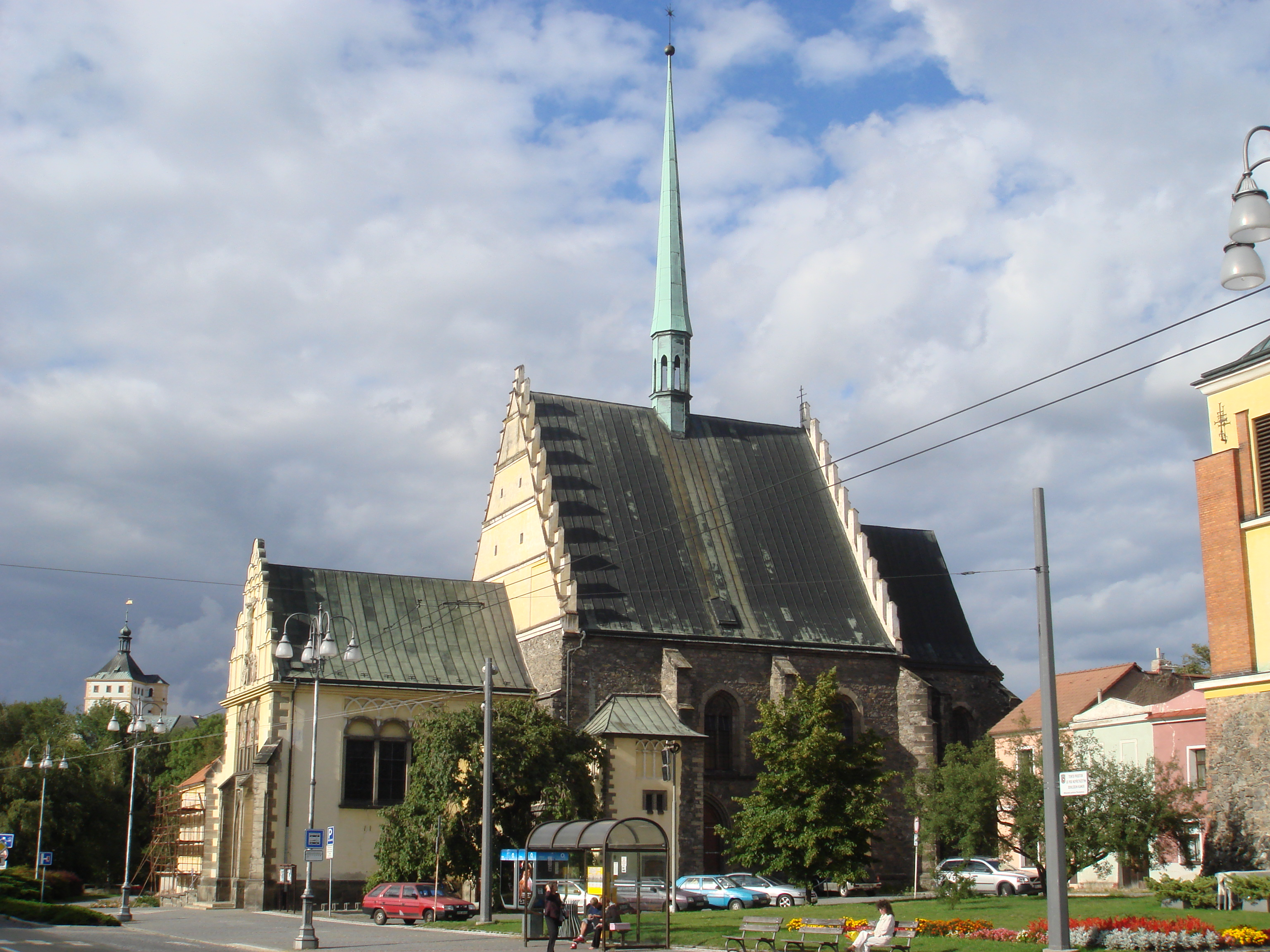
Костел святого Варфоломія